# جو ر. سالتر
جو ر. سالتر (بالإنجليزية: Joe R. Salter)‏ هو سياسي أمريكي، ولد في 13 أغسطس 1943 في الولايات المتحدة. حزبياً، نشط في الحزب الديمقراطي. وقد انتخب عضو مجلس نواب لويزيانا.